# اسدآباد، یاردیملی
اسدآباد (به لاتین: Əsədabad) یک منطقه مسکونی در جمهوری آذربایجان است که در شهرستان یاردیملی واقع شده است. اسدآباد ۱۱۳۷ نفر جمعیت دارد.